# Фјорано Моденезе
Фјорано Моденезе (итал. Fiorano Modenese) је насеље у Италији у округу Модена, региону Емилија-Ромања.
Према процени из 2011. у насељу је живело 16278 становника. Насеље се налази на надморској висини од 116 м.

## Становништво
| 1931. | 1936. | 1951. | 1961. | 1971.  | 1981.  | 1991.  | 2001.  | 2011.  |
| ----- | ----- | ----- | ----- | ------ | ------ | ------ | ------ | ------ |
| 4.824 | 4.890 | 5.256 | 5.570 | 10.261 | 14.745 | 15.644 | 16.137 | 16.945 |